# Teilor Grubbs
Teilor Grubbs (* 27. Oktober 2001 in Honolulu, Hawaii) ist eine US-amerikanische Schauspielerin, die nebenbei auch als Model arbeitet. Internationale Bekanntheit erlangte sie vor allem durch ihre Rolle als Grace Williams im Fernsehserien-Remake Hawaii Five-0, wo sie eine wesentliche Nebenrolle innehatte.

## Leben und Karriere
Noch bevor Teilor Grubbs in ihre eigentliche Fernsehkarriere startete, war sie, die zum Zeitpunkt der Dreharbeiten zu Hawaii Five-0 eine hawaiianische Grundschule besuchte, als Model tätig. Dabei war sie beim Premier Models & Talent Agency engagiert, wo sie unter anderem für Werbekampagnen von Walmart oder den Hawaiian Airlines gebucht wurde. Des Weiteren war sie auch für Pottery Barn und in Printkampagnen zu sechs verschiedenen hawaiianischen Hotels bzw. Villen im Einsatz. Neben der Grundschule besuchte sie bereits zu dieser Zeit die Academy of Film & Television in Honolulu, wo sie als Schauspielerin ausgebildet wird. Dort bekommt sie unter anderem auch Privatunterricht von Scott Rogers, der nebenbei die „Scott Rogers Studios“ auf Hawaii leitet und zudem tief in der hawaiianischen Schauspielerszene verwurzelt ist. Des Weiteren nimmt sie regelmäßig Unterricht an den von Susan Page geleiteten Modeling-und-Schauspiel-Trainingskursen. 
In ihrer Freizeit ist Grubbs vor allem als Cheerleader aktiv und betreibt unter anderem Gymnastik. Mit dem Cheerleading tritt sie auch des Öfteren bei Wettbewerben an und möchte diese Tätigkeit auch noch in ihrem Erwachsenenalter ausüben. Im Jahre 2010 erhielt sie beim Remake der Fernsehserie Hawaii Fünf-Null, Hawaii Five-0, eine wiederkehrende Nebenrolle. Dabei spielt sie Grace Williams, die Tochter von Danny „Danno“ Williams einem der Hauptcharaktere, der von Scott Caan gespielt wird. In der Serie war sie in 56 verschiedenen Episoden zu sehen. Von den Machern der Serie wurde sie gleich vor Ort in ihrer Heimatstadt Honolulu gecastet und aufgrund ihres Talents bald darauf in den offiziellen Cast der Serie geholt.

## Filmografie
- 2010–2017, 2019: Hawaii Five-0 (Fernsehserie, 56 Folgen)
- 2018: The Legend of Hallowaiian (Synchronstimme)
- 2019: The Dawn